# Piwa
Piwa est une localité du Cameroun située dans le département du Mayo-Kani et la Région de l'Extrême-Nord, à la frontière avec le Tchad. Elle fait partie de la commune de Kaélé.

## Population
En 1969, la localité comptait 1 699 habitants, principalement des Moundang. Lors du recensement de 2005, 3 390 personnes y ont été dénombrées.

## Infrastructures
Piwa est doté d'un marché hebdomadaire le dimanche et d'une école catholique.
Piwa dispose également  d'un château  d'eau destiné  à l'abreuvement  des bestiaux pendant la saison sèche. Ce dernier  se trouve juste à côté d'une mare, non loin du marché hebdomadaire de dimanche, le marché <<DYNAPI>>.

## Activités agropastorales
L'immense majorité de la population de Piwa,  à l'image des autres localités du Cameroun, dépend considérablement des activités agropastorales. L'agriculture et l'élevage, pratiques séculaires dans ce terroir, constituent les principaux piliers de l'économie de la population de Piwa, et participent de ce fait au développement des autres secteurs d'activités économiques. 
Pour ce qui de l'agriculture, elle est essentiellement dominée par les cultures céréalières, les légumineuses et les cultures de rente mettant au premier rang le coton. C'est grâce à cette pratique que les populations parviennent à satisfaire leurs besoins vitaux, à 
prendre soin de leurs familles, à envoyer leurs enfants à l'école et à payer la scolarité. 
La culture du coton, principale culture de rente et principale source de revenus, ne laisse indifférente aucune tranche d'âge. Des adolescents aux adultes, alphabétisés ou analphabètes, tous s'adonnent à la culture du coton. La SODECOTON est, suivant le même sillage, l'acteur le plus proche de la population. Cet acteur joue un rôle de première importance dans le développement du secteur agricole.